# Palmita de Landeta
Palmita de Landeta är en ort i Mexiko.   Den ligger i kommunen San Miguel de Allende och delstaten Guanajuato, i den centrala delen av landet, 230 km nordväst om huvudstaden Mexico City. Palmita de Landeta ligger 2 020 meter över havet och antalet invånare är 765.
Terrängen runt Palmita de Landeta är platt österut, men västerut är den kuperad. Runt Palmita de Landeta är det ganska tätbefolkat, med 96 invånare per kvadratkilometer. Närmaste större samhälle är San Miguel de Allende, 4,2 km väster om Palmita de Landeta. Trakten runt Palmita de Landeta består i huvudsak av gräsmarker.